# قمة غزة الطارئة
قمة غزة الطارئة هي القمة العربية التي عقدت في الدوحة يوم الجمعة 16 يناير على إثر الهجوم على قطاع غزة (ديسمبر 2008 - يناير 2009)، وقد سبقها ورافقها خلاف عربي حول مشروعية عقد القمة في ظل عدم اكتمال النصاب القانوني لها، وبسبب أنها سوف تؤثر على قمة الكويت الاقتصادية، والتي عقدت في وقت لاحق وتطرقت أيضًا إلى الهجوم الإسرائيلي على قطاع غزة.

## الحضور والدول المشاركة
شارك في القمة قادة ووزراء من 13 دولة عربية وإسلامية.

### الحضور
وحضر قمة الدوحة إضافة إلى أمير قطر الشيخ حمد بن خليفة آل ثاني ورؤساء سورية بشار الاسد ولبنان ميشال سليمان والجزائر عبد العزيز بوتفليقة والسودان عمر البشير وجزر القمر عبد الله سامبي ورئيس المجلس العسكري الحاكم في موريتانيا الجنرال محمد ولد عبد العزيز.
كما حضرها نائب الرئيس العراقي طارق الهاشمي وامين اللجنة الشعبية العامة الليبي البغدادي المحمودي ووزير الخارجية المغربي الطيب الفاسي الفهري ووزير الاوقاف الجيبوتي حامد عبدي سلطان الذين وصلوا إلى الدوحة.
ورفض كل من مصر والمملكة العربية السعودية عقد القمة وقال عنها حسني مبارك الرئيس المصري أنها قمة كلام وليست للافعال

### الدول المشاركة العربية
- سوريا
- السودان
- الجزائر
- العراق
- ليبيا
- لبنان
- قطر
- المغرب
- مروتنيا
- الصومال
- جيبوتى
- جزر القمر
- عمان

### الدول المشاركة غير العربية
- إيران
- ممثلين عن سبعة من الفصائل الفلسطينبة (حماس والجهاد الإسلامي ،...) حيث بقي مقعد فلسطين شاغرا [2]

- تركيا
- السنغال
- أندونيسيا [3]

## وصلات خارجية
- قمة غزة بالدوحة تدعو لوقف التطبيع وإعمار القطاع - الجزيرة